# إيرني غيتس
إيرني غيتس هو دراج كندي، (ولد في برايتون في المملكة المتحدة 1909 – 1973 م).

## وصلات خارجية
- إيرني غيتس على موقع إحصائيات الدراجات الإحترافية (الإنجليزية)
- إيرني غيتس على موقع أوليمبيديا (الإنجليزية)